# HD-4
LHD-4 o Hydrodome number 4 è uno dei primi aliscafi mai realizzati, sviluppato dallo scienziato statunitense di origine scozzese Alexander Graham Bell. Fu progettato e costruito a Beinn Bhreagh, la tenuta di proprietà di Bell in Canada. Nel 1919 l'HD-4 stabilì un record di velocità per le imbarcazioni superando i 114 chilometri orari.
Una replica a grandezza naturale dell'HD-4 è esposta nel museo dedicato a Bell e situato nel villaggio di Baddeck.

## Design
Lo scafo sigariforme misurava circa 18 metri di lunghezza. Sui due lati erano presenti dei piccoli scafi per dare equilibrio e consentire il galleggiamento quando l'HD-4 era fermo. Questi piccoli scafi erano collegati a quello principale da degli stabilizzatori, sui quali erano fissati anche due motori e due eliche.

## Storia
Bell, insieme all'ingegnere Casey Baldwin, effettuò i primi esperimenti sugli aliscafi nell'estate del 1908. Tra il 1910 e il 1911, i due incontrarono il pioniere dell'aeronautica italiano Enrico Forlanini sul Lago Maggiore, dove ebbero la possibilità di provare l'aliscafo progettato da Forlanini stesso.
Tornati al cantiere navale nella tenuta di Beinn Bhreagh, Bell e Casey sperimentarono una serie di progetti, culminati nell'HD-4. Nel 1913, Bell assunse il costruttore di yacht Walter Pinaud per lavorare sul progetto. L'esperienza di Pinaud nella progettazione di barche gli permise di apportare utili modifiche al design dell'imbarcazione. Dopo una pausa causata dallo scoppio della prima guerra mondiale, i lavori sull'HD-4 ripartirono e Bell ottenne dalla Marina degli Stati Uniti due motori Liberty da 350 cavalli da installare sul suo prototipo.
Il 9 settembre 1919, sul lago Bras d'Or in Canada, l'HD-4 stabilì il record mondiale di velocità marina di 70,86 miglia orarie (114,04 km/h), che durò per quasi un anno.